# Río Slaney
El Slaney (irlandés, Abhainn na Sláine, "río de la salud") es un río en el sureste de Irlanda. Surge en la montaña de Lugnaquilla en la parte occidental de los montes Wicklow y fluye hacia el oeste y luego al sur a través de los condados de Wicklow, Carlow y Wexford, antes de entrar en el Canal de San Jorge en el mar de Irlanda en la ciudad de Wexford. El estuario del Slaney es ancho y poco profundo y es conocido como Wexford Harbour.
Ciudades en el Slaney incluyen Stratford-on-Slaney, Baltinglass, Tullow, Bunclody, Enniscorthy y Wexford. A lo largo de los 117 kilómetros de su curso, está cruzado por 32 puentes de carretera y un puente de ferrocarril.

## Vida salvaje
Hay abundancia de vida silvestre en el medio fluvial. En Wicklow, pueden verse rebaños de ciervos, así como cisnes, mirlos acuáticos, ánades reales, garzas y martines pescadores. En el ocaso pueden verse murciélagos, lechuzas y nutrias, mientras que las marismas del estuario son lugares en que abundan gaviotas reidoras, archibebe y hematopódidos. En temporada, pueden pescarse salmones y truchas.

## Afluentes
Entre los afluentes del Slaney están el río Derreen, el Derry, el Bann, el Urrin, el Boro y el río Clody.